# Der Weltmeister
Der Weltmeister (auch Eines starken Mannes Liebe; Originaltitel: The Ring) ist ein britisches Liebesdrama von Alfred Hitchcock aus dem Jahr 1927.

## Handlung
Der Film beginnt auf einem Jahrmarkt an der Bude eines Preisboxers. Unter den Zuschauern ist Bob, australischer Meister im Schwergewicht. Er verliebt sich spontan in Nellie, die an der Kasse der Boxbude sitzt. Sie ist mit „One Round Jack“ verlobt, einem Jahrmarktsboxer, gegen den kein Amateur mehr als eine Runde übersteht. Bob meldet sich zum Kampf, besiegt Jack und kassiert das Preisgeld. Er flirtet mit Nellie und schenkt ihr ein Armband in Form einer Schlange. Jack und Nellie heiraten, doch Nellie zieht es hinter Jacks Rücken zu Bob, mit dem sie sich schließlich einlässt. Jack will das nicht wegstecken, trainiert verbissen und wird schließlich ein bekannter Profi. Es kommt der Tag, an dem Jack, der sich in der Rangliste nach oben geboxt hat, gegen Bob in der Albert Hall antritt. Als Nellie während des Kampfes auftaucht und sieht, wie er sich schindet, feuert sie ihn an, bis er gewinnt.

## Hintergrund
Der Weltmeister war der erste von zehn Filmen, die Hitchcock für das Studio British International Pictures des Produzenten John Maxwell drehte, das ihn von Gainsborough Pictures, der Firma des Produzenten Michael Balcon, abgeworben hatte. Mit einem Jahresgehalt von 13.000 Pfund Sterling stieg er zum bestbezahlten Regisseur Großbritanniens auf. Es war zudem der erste Film Hitchcocks, der auf einem von ihm selbst verfassten, nicht auf einer literarischen Vorlage beruhenden Drehbuch basierte. Am Drehbuch war – ohne Erwähnung im Vorspann – auch Hitchcocks Frau Alma Reville beteiligt.
Der Hauptdarsteller Carl Brisson, ein dänischer Bühnenstar, war vor seiner Karriere ein Berufsboxer. Er spielte auch eine Hauptrolle im 1929 gedrehten Film Hitchcocks Der Mann von der Insel Man. Eine kleine Rolle in Der Weltmeister wird von Tom Helmore gespielt, der 1958 in Vertigo – Aus dem Reich der Toten die Figur des Gavin Elster darstellt, der die von James Stewart gespielte Hauptfigur beauftragt, seine selbstmordgefährdete Frau Madleine zu beschatten. Clare Greet, die in Der Weltmeister eine Wahrsagerin spielt, war in insgesamt sechs Filmen Hitchcocks sowie in dem von ihm produzierten Lord Camber’s Ladies zu sehen: Neben Der Mann von der Insel Man noch in seinem ersten, nicht beendeten und verschollenen Film Number 13 sowie in Der Mann von der Insel Man, Mord – Sir John greift ein!, Sabotage und in Riff-Piraten.
Der Originaltitel The Ring bezeichnet zum einen den Boxring. Er kann allerdings auch auf zwei Objekte bezogen werden, die in The Ring den Kampf der Boxer um die Frau symbolisieren: Den Ehering, den Nelly nach ihrer Heirat mit Jack trägt, und einen Armreif, den Bob Nelly schenkt und den sie ebenfalls trägt.
Die deutsche Fassung wurde unter dem Titel Eines starken Mannes Liebe am 10. Juli 1928 im Titania-Palast in Berlin erstaufgeführt.

## Kritiken
Der Film enthält viele visuelle Ideen und war dementsprechend ein Erfolg bei der zeitgenössischen Kritik.

### Einschätzung Hitchcocks
„Das war ein wirklich interessanter Film. Ich würde sagen, dass The Ring nach The Lodger der zweite Hitchcockfilm war. Er war voller Neuerungen […] Mit dem Film habe ich verschiedene Verfahren eingeführt, die danach in allgemeinen Gebrauch übergingen.“ (Alfred Hitchcock im Gespräch mit François Truffaut in Mr. Hitchcock, wie haben Sie das gemacht?)